# Franz Schmidt (compositor)

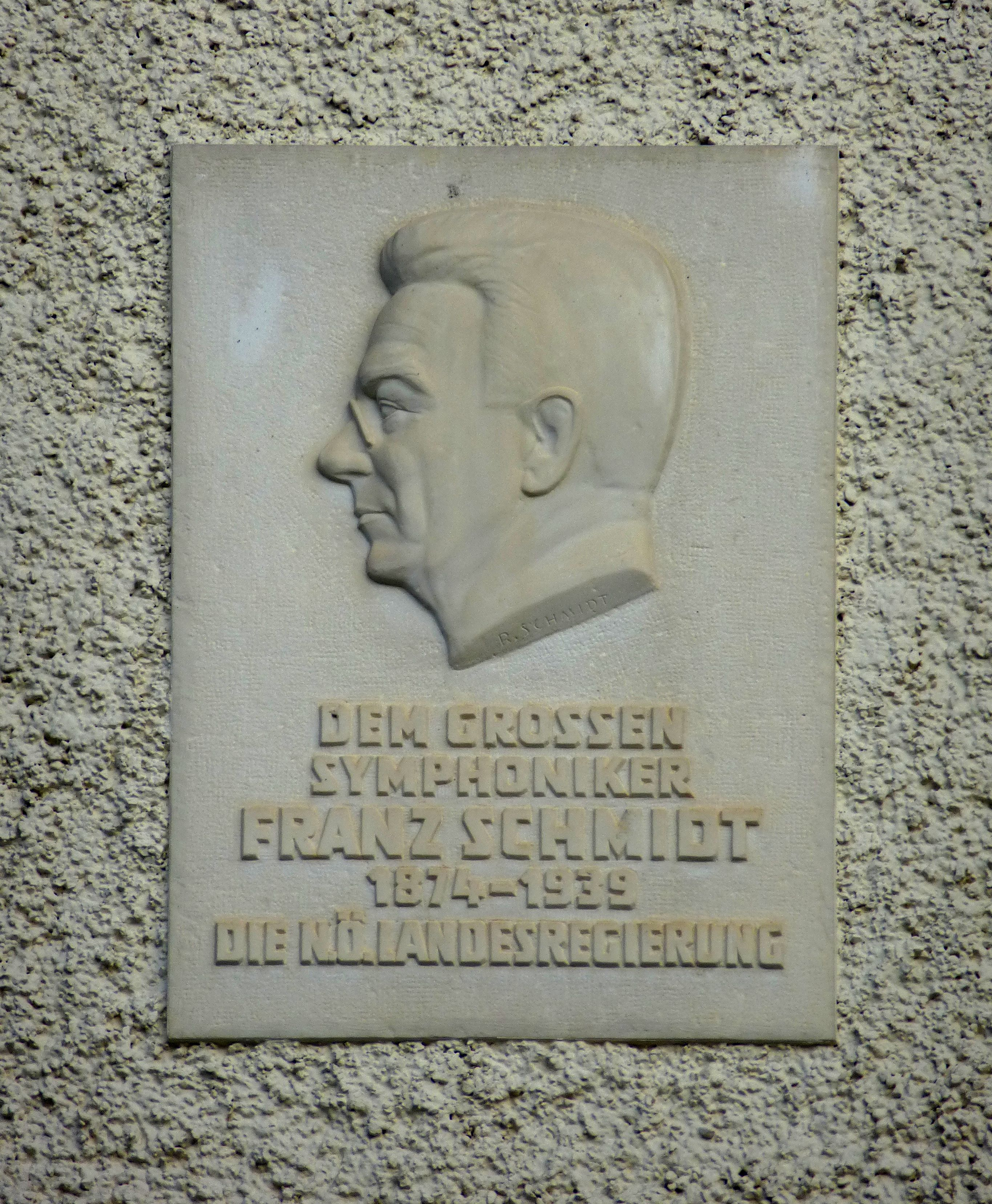
Franz Schmidt en la Villa Franz-Schmidt de Perchtoldsdorf.

Franz Schmidt o Ferenc Schmidt (Presburgo, 22 de diciembre de 1874 - Perchtoldsdorf, 11 de febrero de 1939) 
fue un compositor posromántico, pianista, violonchelista y pedagogo austrohúngaro.

## Biografía
Schmidt nació en Pozsony/Pressburg, en la parte húngara de Austria-Hungría (hoy Bratislava, Eslovaquia), de padre medio húngaro -con el mismo nombre, nacido en la misma ciudad- y madre húngara, Mária Ravasz. Era de religión católica.
Su primer profesor fue su madre, Mária Ravasz, pianista consumada, que le instruyó sistemáticamente en las obras para teclado de J. S. Bach. Recibió una base teórica de Felizian Josef Moczik, organista de la iglesia franciscana de Presburgo. que disponía de un instrumento construido por un alumno de Gottfried Silbermann. Su primer recital como niño prodigio tuvo lugar en el Palacio Grassalkovich..
Se trasladó a Viena con su familia en 1888, cuando tenía trece años. Estudió piano brevemente en lecciones privadas con Theodor Leschetizki, con quien llegó a enfrentarse y después entró en el Conservatorio de Viena, estudiando composición con Robert Fuchs, violonchelo con Ferdinand Hellmesberger y, durante unas pocas lecciones, contrapunto con Anton Bruckner, que ya estaba gravemente enfermo por aquel entonces.) Se graduó "con excelencia" (Auszeichnung) en 1896.
Consiguió un puesto como violonchelista en la Orquesta de la Ópera Imperial de Viena, donde tocó hasta 1914, a menudo a las órdenes de Gustav Mahler. Mahler solía encargar a Schmidt todos los solos de violonchelo, a pesar de que Friedrich Buxbaum era el violonchelista principal. Schmidt también era muy solicitado como músico de cámara. Schmidt y Arnold Schönberg mantuvieron relaciones cordiales a pesar de sus grandes diferencias en cuanto a eventual perspectiva y estilo (Schmidt muestra sin duda una influencia perceptible de las primeras obras tonales de Schoenberg, como Verklärte Nacht, Op. 4, en cuyo estreno vienés participó como violonchelista, la Sinfonía de cámara n.º 1, Op. 9 y la gigantesca cantata Gurrelieder. Ante la imposibilidad de conseguir un puesto de profesor para Schönberg en la Academia, Schmidt ensayó con sus alumnos una representación de Pierrot Lunaire, Op. 21 que Schönberg elogió calurosamente. Schmidt, que también era un brillante pianista, ocupó en 1914 una cátedra de piano en el Conservatorio de Viena, recientemente rebautizado como Academia Imperial de Música y Artes Escénicas. Al parecer, cuando le preguntaron quién era el mejor pianista vivo, Leopold Godowsky respondió: "El otro es Franz Schmidt".) En 1925 se convirtió en director de la Academia, y de 1927 a 1931 fue su rector.
Como profesor de piano, violonchelo y contrapunto y composición en la Academia, Schmidt formó a numerosos instrumentistas, directores y compositores que más tarde alcanzaron la fama. Entre sus alumnos más conocidos se encontraban el pianista Friedrich Wührer y Alfred Rosé (hijo de Arnold Rosé, fundador del Cuarteto Rosé, Konzertmeister de la Filarmónica de Viena y cuñado de Gustav Mahler). Entre los compositores se encontraban Walter Bricht (su alumno favorito), Theodor Berger, Marcel Rubin, Alfred Uhl y Ľudovít Rajter. Recibió muchas muestras de la alta estima que se le tenía, en particular otorgándole la Orden imperial de Francisco José y un doctorado honoris causa de la Universidad de Viena.
Sin embargo, sa vida privada contrastó fuertemente con el éxito de su carrera profesional. Su primera esposa, Karoline Perssin (c. 1880-1943), fue internada en el hospital psiquiátrico vienés Am Steinhof en 1919, y tres años después de la muerte de Schmidt fue asesinada en el marco del programa nazi de eutanasia. Su hija Emma Schmidt Holzschuh (1902-1932, casada en 1929) murió inesperadamente tras el nacimiento de su primer hijo. Schmidt, entonces, experimentó un colapso espiritual y físico, aunque logró un renacimiento artístico y la finalización de su Cuarta Sinfonía en 1933 (que inscribió como "Réquiem por mi hija") y, especialmente, en su oratorio El libro de los siete sellos. Su segundo matrimonio, en 1923, con Margarethe Jirasek (1891-1964), una joven y exitosa estudiante de piano, aportó por primera vez la tan necesitada estabilidad a la vida privada del artista, aquejado de numerosos y graves problemas de salud. Schmidt también tuvo un hijo, Ludwig Zirner, con su primera amante, Elise Zwieback, de su época de estudiante.
El empeoramiento de su salud le obligó a retirarse de la Academia a principios de 1937. En el último año de su vida, Austria se incorporó al Reich alemán con el Anschluss, y Schmidt fue aclamado por las autoridades nazis como el mejor compositor vivo de la llamada Ostmark, aunque se le consideraba un "representante del arte religioso". Recibió el encargo de escribir una cantata titulada La resurrección alemana (Deutsche Auferstehung), lo que, después de 1945, fue tomado por muchos como una mancha por su simpatía nazi. Schmidt dejó esta composición inacabada, y en el verano y otoño de 1938, unos meses antes de su muerte, la dejó a un lado para dedicarse a otras dos obras de encargo, que completó, para el pianista manco Paul Wittgenstein: el Quinteto en la mayor para piano mano izquierda, clarinete y trío de cuerda; y la Toccata en re menor para piano solo. Schmidt falleció el 11 de febrero de 1939, y el 17 de febrero, sus restos mortales fueron depositados en la Sala Dorada del Musikverein de Viena. Su cuerpo fue consagrado en la Karlskirche  de Viena y enterrado en una tumba de honor en el Cementerio Central (Zentralfriedhof).

## Obra musical
Como compositor, Schmidt tardó en desarrollarse, pero su reputación, al menos en Austria, experimentó un crecimiento constante desde finales de la década de 1890 hasta su muerte en 1939. En su música, Schmidt siguió desarrollando las tradiciones clásico-románticas vienesas que heredó de Schubert, Brahms y Bruckner. También retoma el estilo "gitano" de Liszt y Brahms. Sus obras son monumentales en su forma y firmemente tonales en su lenguaje, aunque a menudo innovadoras en sus diseños y claramente abiertas a algunos de los nuevos desarrollos en sintaxis musical iniciados por Mahler y Schönberg. Aunque Schmidt no escribió mucha música de cámara, la que escribió, en opinión de críticos como Wilhelm Altmann, fue importante y de gran calidad. Aunque las obras para órgano de Schmidt pueden parecerse a otras de la época en cuanto a duración, complejidad y dificultad, tienen visión de futuro al estar concebidas para los instrumentos más pequeños, claros y de estilo clásico de la Orgelbewegung, por la que él abogaba. Schmidt trabajó principalmente en grandes formas, incluyendo cuatro sinfonías (1899, 1913, 1928 y 1933) y dos óperas: Notre Dame (1904-1906) y Fredigundis (1916-1921). Desde hace años existe una grabación en CD de Notre Dame, protagonizada por la soprano Gwyneth Jones y el tenor James King.

### Óperas
- Notre Dame, ópera romántica en dos actos, texto de Victor Hugo por Franz Schmidt y Leopold Wilk; compuesta entre 1902-1904. Estrenada en Viena en 1914.
- Fredigundis, ópera en tres actos, texto de Felix Dahn por Bruno Hardt-Warden e Ignaz Michael Welleminsky; compuesta entre 1916-1921. Estrenada en Berlín en 1922.

### Oratorio
- El libro de los siete sellos (Das Buch mit sieben Siegeln) para solista, coro, órgano y orquesta, texto según el Apocalipsis de San Juan; compuesto entre 1935-1937. Estrenada en Viena en 1938.

### Sinfonías
A Schmidt se le suele considerar un compositor conservador, pero la sutileza rítmica y la complejidad armónica de gran parte de su música lo desmienten. Su música combina la veneración por el linaje austro-alemán de compositores con innovaciones en armonía y orquestación (mostrando un conocimiento de la producción de compositores como Debussy y Ravel, cuya música para piano admiraba enormemente, junto con un conocimiento de compositores más recientes en su propio ámbito germanoparlante, como Schönberg, Berg o Hindemith).
- Sinfonía n.º 1 en mi mayor.
Escrita en 1896, a la edad de 22 años. Destaca especialmente el scherzo (que muestra una madura absorción de Bruckner y Richard Strauss), donde Schmidt demuestra sus habilidades contrapuntísticas en el Finale.

- Sinfonía n.º 2 en mi bemol mayor.
Escrita en 1913 en un estilo que recuerda a Strauss y Reger, con homenaje a la grandiosidad de Bruckner. Es la sinfonía más larga de Schmidt y emplea una orquesta enorme. El movimiento central (de tres) es un ingenioso conjunto de variaciones, que se agrupan para sugerir los caracteres de movimiento lento y scherzo. La complejidad de la partitura la convierte en un reto considerable para la mayoría de las orquestas.

- Sinfonía n.º 3 en la mayor.
Una obra soleada y melódica en la línea de Schubert (aunque su lirismo y su magnífica orquestación disimulan el hecho de que se trata de una de las obras armónicamente más avanzadas del compositor). Ganadora de la sección austriaca del Concurso Internacional Columbia Graphophone de 1928 (1928 International Columbia Graphophone Competition), donde el ganador absoluto fue el compositor sueco Kurt Atterberg con su Sinfonía n.º6, gozó de cierta popularidad en su momento.

- Sinfonía n.º 4 en do mayor.
Escrita en 1933, es la obra más conocida de toda su producción. El compositor la tituló "Un réquiem por mi hija". Comienza con una larga melodía de 23 compases en un solo de trompeta sin acompañamiento (que vuelve al final de la sinfonía, "transfigurada" por todo lo que ha intervenido) y unos inquietantes pizzicati de contrabajos que figuran el latir de un corazón. El Adagio es una inmensa estructura ternaria ABA. La primera A es un expansivo treno con violonchelo solo, cuyo lirismo precede a la Metamorphosen de Strauss en más de una década (su tema se ajusta más tarde para formar el scherzo de la sinfonía); la sección B es una marcha fúnebre igualmente expansiva (que remite inequívocamente a la Marcia Funebre de la Eroica de Beethoven en su textura) cuyo clímax dramático está marcado por un crescendo orquestal que culmina con un gong y un choque de platillos (de nuevo, una clara alusión a clímax similares en las últimas sinfonías de Bruckner, y seguido por lo que Harold Truscott ha descrito como un "clímax inverso", que conduce de nuevo a una repetición de la sección A). En el Molto vivace aparece el eco de Bach y el contrapunto, comenzado por un fugato introducido por violas. En el cuarto movimiento, Tempo primo un poco sostenuto, se recapitula el primero, comenzado por la trompa.